# Parapsyche shikotsuensis
Parapsyche shikotsuensis är en nattsländeart som först beskrevs av Iwata 1927.  Parapsyche shikotsuensis ingår i släktet Parapsyche och familjen ryssjenattsländor. Inga underarter finns listade i Catalogue of Life.